# Киргизский сом
Сом (кирг. сом) — денежная единица Кыргызской Республики. Один сом равен ста тыйынам. Буквенный код ISO 4217 — KGS.
Кыргызстан был одной из первых стран бывшего СССР (и первой в постсоветской Центральной Азии), утвердившей собственную национальную валюту. Постановление о её введении было принято Верховным Советом Кыргызстана 3 мая 1993 года. С 4 часов 10 мая 1993 года Национальный банк Кыргызской Республики ввёл в обращение банкноты I серии номиналом 1, 5 и 20 сомов, а также разменные знаки номиналом 1, 10 и 50 тыйынов. Срок параллельного обращения рублей и сомов был установлен до 18 часов 00 минут 14 мая 1993 года, после этого момента единственным законным платёжным средством остался только киргизский сом. Обмен рублей на сомы при этом осуществлялся по курсу 200:1, но в связи с нехваткой наличных сомов в обращении был продлён, сперва на период 17-21 мая, а затем на 3-4 июня, уже по курсу 260 рублей : 1 сом. Факт проведения обмена фиксировался в разделе «Особые отметки» паспорта или документа, его заменяющего.
Среди валют стран СНГ сом имеет самый низкий совокупный уровень инфляции за весь постсоветский период.
В настоящее время сом представлен четырьмя номиналами монет (1, 3, 5 и 10 сомов), семью номиналами банкнот IV и V серий (20, 50, 100, 200, 500, 1000, 5000 сомов), а также одним номиналом памятной банкноты (2000 сомов). Разменные знаки — тыйыны, первоначально выпускавшиеся в виде банкнот прямоугольной формы (7х9 см), были представлены тремя номиналами: 1, 10 и 50 тыйынов. В январе 2008 года были выпущены монеты номиналом 1 (коллекционная), 10 и 50 тыйынов, 1, 3, 5 сомов, а в декабре 2009 года выпущена монета в 10 сомов. Все банкноты и монеты независимо от года выпуска имеют статус официального платёжного средства на территории Кыргызстана.
В феврале 2017 года Национальный банк Кыргызской Республики представил символ сома — подчёркнутую букву «С» кириллицы.

## Монеты

### Стандартные монеты
Монета номиналом 1 тыйын выпущена только для наборов и в обращении не используется. Монеты в 10 и 50 тыйынов ввиду незначительной покупательной способности также практически не встречаются в обороте.
На реверсе монет, номинированных в тыйынах, отчеканен номинал и растительный орнамент, сходный с использовавшимся на российских копейках 1998 года. На монетах в сомах — номинал и стилизованное изображение кожаной фляжки для кумыса коокор. На аверсах монет всех номиналов изображён герб и год выпуска в обращение.
| Изображение                                      | Изображение | Номинал    | Материал             | Диаметр (мм) | Толщина (мм) | Масса (г) | Гурт                | Дата    | Дата           |
| Аверс                                            | Реверс      | Номинал    | Материал             | Диаметр (мм) | Толщина (мм) | Масса (г) | Гурт                | чеканки | введения       |
| ------------------------------------------------ | ----------- | ---------- | -------------------- | ------------ | ------------ | --------- | ------------------- | ------- | -------------- |
|                                                  |             | 1 тыйын    | латунь               | 14           | 0,95         | 1,0       | рубчатый            | 2008    | 1 января 2008  |
|                                                  |             | 10 тыйынов | сталь, плак. латунью | 15           | 1,15         | 1,3       | гладкий             | 2008    | 1 января 2008  |
|                                                  |             | 50 тыйынов | сталь, плак. латунью | 17           | 1,22         | 1,8       | гладкий             | 2008    | 1 января 2008  |
|                                                  |             | 1 сом      | сталь, плак никелем  | 19           | 1,36         | 2,5       | рубчатый            | 2008    | 1 января 2008  |
|                                                  |             | 3 сома     | сталь, плак никелем  | 21           | 1,4          | 3,2       | рубчатый            | 2008    | 1 января 2008  |
|                                                  |             | 5 сомов    | сталь, плак никелем  | 23           | 1,55         | 4,2       | рубчатый            | 2008    | 1 января 2008  |
|                                                  |             | 10 сомов   | сталь, плак никелем  | 24,5         | 1,65         | 5,4       | прерывисто-рубчатый | 2009    | 1 декабря 2009 |
| прерывисто-рубчатый с надписью «ОН СОМ — 10 СОМ» | 2009 (2014) | 10 сомов   | сталь, плак никелем  | 24,5         | 1,65         | 5,4       | 1 сентября 2014     |         |                |
| Масштаб изображений — 3,0 пикселя на миллиметр.  |             |            |                      |              |              |           |                     |         |                |

### Памятные и инвестиционные монеты
Национальный банк Кыргызской Республики выпускает памятные и юбилейные монеты из драгоценных (золото — номиналом 100 и 200 сомов и серебро — номиналом 10 сомов) и недрагоценных (медно-никелевый сплав — номиналами 1 и 5 сомов) металлов. В 2018 году в рамках празднования 90-летия киргизского писателя Ч. Айтматова, была выпущена в оборот медно-никелевая монета номиналом 20 сомов. Впервые Центральный банк стал выпускать коллекционные монеты начиная с 1995 года, когда были выпущены две монеты, посвящённые 1000-летию эпоса «Манас».
По состоянию на май 2021 года было выпущено 82 разновидностей монет, в том числе 22 из медно-никеля, 56 из серебра 925 пробы, 1 из золота 916 пробы и 4 из золота 999 пробы.
Инвестиционные монеты в Кыргызстане не выпускаются.

## Банкноты

### Банкноты образца 1993 года
На лицевой стороне тыйынов — изображение парящего беркута на фоне солнечных лучей, название государства и номинал, на оборотной стороне — тундук в обрамлении солнечных лучей, название государства и номинал.
На лицевой стороне сомов — конная статуя Манаса, краткое название банка-эмитента, номинал и подпись председателя (кирг. төрага) НБКР К. К. Нанаева, на оборотной — мавзолей Манаса, краткое название банка-эмитента и номинал.
На банкнотах отсутствует обозначение года выпуска. Банкноты номиналом 1 и 10 тыйынов серий KT и ZT были выпущены в 1999 году, 50 тыйынов серий КТ и ZT — в 2001, тыйыны остальных серий и сомы — в 1993. Водяной знак — стилизованные изображения беркутов по всему полю (у банкнот 1993 года выпуска) или грибовидный орнамент (у банкнот 1999 и 2001 года). Дизайн банкнот был разработан Д. Е. Лысогоровым и А. П. Цыганком.
Серийные номера вида 1/AB 12345678 или 12/AB 12345678.
| Банкноты банка Кыргызстана I серии                                                                    | Банкноты банка Кыргызстана I серии | Банкноты банка Кыргызстана I серии | Банкноты банка Кыргызстана I серии | Банкноты банка Кыргызстана I серии | Банкноты банка Кыргызстана I серии | Банкноты банка Кыргызстана I серии | Банкноты банка Кыргызстана I серии |
| Изображение                                                                                           | Изображение                        | Номинал                            | Размеры (мм)                       | Основные цвета                     | Даты                               | Даты                               | Даты                               |
| Лицевая сторона                                                                                       | Оборотная сторона                  | Номинал                            | Размеры (мм)                       | Основные цвета                     | выпуска                            | печати                             | изъятия                            |
| --- | ---------------------------------- | ---------------------------------- | ---------------------------------- | ---------------------------------- | ---------------------------------- | ---------------------------------- | ---------------------------------- |
| |                                    | 1 тыйын                            | 90×70                              | красный                            | 10 мая 1993                        | 1993 1999                          | 1 января 2008                      |
| |                                    | 10 тыйынов                         | 90×70                              | зелёный                            | 10 мая 1993                        | 1993 1999                          | 1 января 2008                      |
| |                                    | 50 тыйынов                         | 90×70                              | синий                              | 10 мая 1993                        | 1993 2001                          | 1 января 2008                      |
| |                                    | 1 сом                              | 140×70                             | красный                            | 10 мая 1993                        | 1993                               | 1 января 2008                      |
| |                                    | 5 сомов                            | 140×70                             | зелёный                            | 10 мая 1993                        | 1993                               | 1 января 2008                      |
| |                                    | 20 сомов                           | 140×70                             | синий                              | 10 мая 1993                        | 1993                               | 1 января 2008                      |
| Масштаб изображений — 1,0 пикселя на миллиметр. Годы, обозначенные курсивом, на банкнотах не указаны. |                                    |                                    |                                    |                                    |                                    |                                    |                                    |

### Банкноты образца 1994 года
На лицевой стороне банкнот — портрет и имя соответствующего деятеля культуры, краткое название банка-эмитента, номинал и подпись председателя НБКР К. К. Нанаева, на оборотной стороне — изображения различных символов Кыргызстана, краткое название банка-эмитента и номинал. На банкнотах нет обозначения года выпуска.
Водяной знак на всех банкнотах — портрет Токтогула Сатылганова. Дизайн банкнот был разработан Д. Е. Лысогоровым и А. П. Цыганком.
Серийные номера вида AB1234567.
| Банкноты банка Кыргызстана II серии             | Банкноты банка Кыргызстана II серии | Банкноты банка Кыргызстана II серии | Банкноты банка Кыргызстана II серии | Банкноты банка Кыргызстана II серии | Банкноты банка Кыргызстана II серии                         | Банкноты банка Кыргызстана II серии                                         | Банкноты банка Кыргызстана II серии | Банкноты банка Кыргызстана II серии |
| Изображение                                     | Изображение                         | Номинал (сомов)                     | Размеры (мм)                        | Основные цвета                      | Описание                                                    | Описание                                                                    | Даты                                | Даты                                |
| Лицевая сторона                                 | Оборотная сторона                   | Номинал (сомов)                     | Размеры (мм)                        | Основные цвета                      | Лицевая сторона                                             | Оборотная сторона                                                           | выпуска                             | изъятия                             |
| ----------------------------------------------- | ----------------------------------- | ----------------------------------- | ----------------------------------- | ----------------------------------- | ----------------------------------------------------------- | --------------------------------------------------------------------------- | ----------------------------------- | ----------------------------------- |
|                                                 |                                     | 1                                   | 135×65                              | коричневый жёлтый                   | композитор Абдылас Малдыбаев (1906—1978)                    | музыкальные инструменты комуз и кыяк на фоне здания Национальной филармонии | 11 апреля 1994                      | 1 января 2008                       |
|                                                 |                                     | 5                                   | 135×65                              | синий жёлтый                        | балерина Бюбюсара Бейшеналиева (1926—1973)                  | здание Национального театра оперы и балета                                  | 11 апреля 1994                      | 1 января 2008                       |
|                                                 |                                     | 10                                  | 135×65                              | зелёный жёлтый                      | учёный и деятель культуры Касым Тыныстанов (1901—1938)      | горные хребты Кыргызстана и урочище Джеты-Огуз                              | 28 января 1994                      | 1 января 2008                       |
|                                                 |                                     | 20                                  | 135×65                              | красный оранжевый коричневый        | поэт и акын Тоголок Молдо (1860—1942)                       | мавзолей Манаса                                                             | 11 апреля 1994                      | 1 января 2008                       |
|                                                 |                                     | 50                                  | 135×65                              | красно-коричневый розовый           | правительница алайских киргизов Курманжан Датка (1811—1907) | Узгенский архитектурный комплекс (мечеть и мавзолей Караханидов)            | 29 августа 1994                     | 1 января 2008                       |
|                                                 |                                     | 100                                 | 135×65                              | серый коричневый оливковый          | народный акын Кыргызстана Токтогул Сатылганов (1864—1933)   | плотина Токтогульской гидроэлектростанции                                   | 20 марта 1995                       | 1 января 2008                       |
| Масштаб изображений — 1,0 пикселя на миллиметр. |                                     |                                     |                                     |                                     |                                                             |                                                                             |                                     |                                     |

### Банкноты образца 1997—2005 годов
На лицевой стороне банкнот — портрет, имя и годы жизни соответствующего деятеля культуры, краткое название банка-эмитента, номинал и подпись председателя НБКР: У. К. Сарбанова (1, 50, 100, 200, 500 и 1000 сомов) или М. А. Султанова (5 и 10 сомов), на оборотной стороне — изображения различных символов Кыргызстана, краткое название банка-эмитента, номинал и год выпуска.
Водяной знак — портрет персоны, изображённой на банкноте (1-10 сомов) или портрет и номинал (20-1000 сомов). Дизайн банкнот номиналом 1-10 и 200—1000 сомов был разработан А. П. Цыганком, 20-100 сомов — М. К. Сагимбаевым.
Серийные номера вида AB1234567.
| Банкноты банка Кыргызстана III серии            | Банкноты банка Кыргызстана III серии | Банкноты банка Кыргызстана III серии | Банкноты банка Кыргызстана III серии | Банкноты банка Кыргызстана III серии | Банкноты банка Кыргызстана III серии                        | Банкноты банка Кыргызстана III серии                                                                     | Банкноты банка Кыргызстана III серии | Банкноты банка Кыргызстана III серии | Банкноты банка Кыргызстана III серии |
| Изображение                                     | Изображение                          | Номинал (сомов)                      | Размеры (мм)                         | Основные цвета                       | Описание                                                    | Описание                                                                                                 | Даты                                 | Даты                                 | Даты                                 |
| Лицевая сторона                                 | Оборотная сторона                    | Номинал (сомов)                      | Размеры (мм)                         | Основные цвета                       | Лицевая сторона                                             | Оборотная сторона                                                                                        | введения                             | печати                               | изъятия                              |
| ----------------------------------------------- | ------------------------------------ | ------------------------------------ | ------------------------------------ | ------------------------------------ | ----------------------------------------------------------- | --- | ------------------------------------ | ------------------------------------ | ------------------------------------ |
|                                                 |                                      | 1                                    | 120×60                               | коричневый                           | композитор Абдылас Малдыбаев (1906—1978)                    | музыкальные инструменты комуз и кыяк на фоне здания Национальной филармонии                              | 7 февраля 2000                       | 1999                                 | 1 января 2010                        |
|                                                 |                                      | 5                                    | 135×65                               | синий                                | балерина Бюбюсара Бейшеналиева (1926—1973)                  | здание Национального театра оперы и балета                                                               | 17 декабря 1997                      | 1997                                 | 1 января 2010                        |
|                                                 |                                      | 10                                   | 135×65                               | зелёный                              | учёный и деятель культуры Касым Тыныстанов (1901—1938)      | горные хребты Кыргызстана и урочище Джеты-Огуз                                                           | 17 декабря 1997                      | 1997                                 | 1 января 2010                        |
|                                                 |                                      | 20                                   | 135×65                               | оранжевый                            | поэт и акын Тоголок Молдо (1860—1942)                       | мавзолей Манаса                                                                                          | 15 августа 2002                      | 2002                                 | в обращении                          |
|                                                 |                                      | 50                                   | 145×70                               | сиреневый розовый                    | правительница алайских кыргызов Курманжан Датка (1811—1907) | Узгенский архитектурный комплекс (мечеть и мавзолей Караханидов)                                         | 15 августа 2002                      | 2002                                 | в обращении                          |
|                                                 |                                      | 100                                  | 150×72                               | серо-зелёный                         | народный акын Кыргызстана Токтогул Сатылганов (1864—1933)   | гора Хан-Тенгри                                                                                          | 15 августа 2002                      | 2002                                 | в обращении                          |
|                                                 |                                      | 200                                  | 155×74                               | жёлтый                               | поэт и драматург Алыкул Осмонов (1915—1950)                 | озеро Иссык-Куль, отрывок поэмы Осмонова «Женишбек»                                                      | 28 августа 2000                      | 2000                                 | в обращении                          |
|                                                 |                                      | 200                                  | 155×74                               | жёлтый                               | поэт и драматург Алыкул Осмонов (1915—1950)                 | озеро Иссык-Куль, отрывок поэмы Осмонова «Женишбек»                                                      | 2 августа 2004                       | 2004                                 | в обращении                          |
|                                                 |                                      | 500                                  | 160×76                               | розовый                              | поэт и манасчи Саякбай Каралаев (1894—1971)                 | Каралаев, исполняющий Манас, на фоне образов из эпоса                                                    | 28 августа 2000                      | 2000                                 | в обращении                          |
|                                                 |                                      | 500                                  | 160×76                               | розовый                              | поэт и манасчи Саякбай Каралаев (1894—1971)                 | Каралаев, исполняющий Манас, на фоне образов из эпоса                                                    | 1 ноября 2005                        | 2005                                 | в обращении                          |
|                                                 |                                      | 1000                                 | 165×78                               | серый                                | писатель Юсуф Баласагуни (XI век)                           | мечеть Тахты Сулайман на фоне горы Сулайман-Тоо, надпись на кирг. ОШКО ҮЧ МИҢ ЖЫЛ — «Ошу три тысячи лет» | 28 августа 2000                      | 2000                                 | в обращении                          |
| Масштаб изображений — 1,0 пикселя на миллиметр. |                                      |                                      |                                      |                                      |                                                             | |                                      |                                      |                                      |

### Банкноты образца 2009—2016 годов
На лицевой стороне банкнот — портрет, имя и годы жизни соответствующего деятеля культуры, краткое название банка-эмитента, номинал и подпись председателя НБКР М. О. Алапаева, на оборотной стороне — пейзаж, краткое название банка-эмитента, номинал и год выпуска. В отличие от предыдущих серий, имена деятелей культуры впервые подписаны на русском языке.
Водяной знак — портрет персоны, изображённой на банкноте (20-50 сомов) или портрет и номинал (100-5000 сомов). Дизайн банкнот был разработан М. К. Сагимбаевым (200, 500 и 1000 сомов — в соавторстве с К. А. Турумбековым).
Серийные номера вида AB1234567.
В 2017 году были выпущены модифицированные банкноты номиналом 50, 100, 200, 500 и 1000 сомов образца 2016 года, с небольшими изменениями в дизайне и защитных элементах и подписью нового председателя НБКР Т. С. Абдыгулова.
| Банкноты банка Кыргызстана IV серии             | Банкноты банка Кыргызстана IV серии | Банкноты банка Кыргызстана IV серии | Банкноты банка Кыргызстана IV серии | Банкноты банка Кыргызстана IV серии | Банкноты банка Кыргызстана IV серии                                                                      | Банкноты банка Кыргызстана IV серии                              | Банкноты банка Кыргызстана IV серии | Банкноты банка Кыргызстана IV серии |
| Изображение                                     | Изображение                         | Номинал (сомов)                     | Размеры (мм)                        | Основные цвета                      | Описание                                                                                                 | Описание                                                         | Даты                                | Даты                                |
| Лицевая сторона                                 | Оборотная сторона                   | Номинал (сомов)                     | Размеры (мм)                        | Основные цвета                      | Лицевая сторона                                                                                          | Оборотная сторона                                                | выпуска                             | печати                              |
| ----------------------------------------------- | ----------------------------------- | ----------------------------------- | ----------------------------------- | ----------------------------------- | --- | ---------------------------------------------------------------- | ----------------------------------- | ----------------------------------- |
|                                                 |                                     | 20                                  | 120×58                              | красный                             | комуз; поэт и акын Тоголок Молдо (1860—1942)                                                             | горные хребты Кыргызстана, архитектурный памятник Таш-Рабат      | 1 июля 2009                         | 2009                                |
|                                                 |                                     | 20                                  | 120×58                              | красный                             | комуз; поэт и акын Тоголок Молдо (1860—1942)                                                             | горные хребты Кыргызстана, архитектурный памятник Таш-Рабат      | 1 декабря 2018                      | 2016                                |
|                                                 |                                     | 50                                  | 126×61                              | оранжевый                           | правительница алайских кыргызов Курманжан Датка (1811—1907), минарет Узгенского архитектурного комплекса | Узгенский архитектурный комплекс (мечеть и мавзолей Караханидов) | 1 июля 2009                         | 2009                                |
|                                                 |                                     | 50                                  | 126×61                              | оранжевый                           | правительница алайских кыргызов Курманжан Датка (1811—1907), минарет Узгенского архитектурного комплекса | Узгенский архитектурный комплекс (мечеть и мавзолей Караханидов) | 1 марта 2017                        | 2016                                |
|                                                 |                                     | 100                                 | 132×63                              | синий                               | народный акын Кыргызстана Токтогул Сатылганов (1864—1933)                                                | плотина Токтогульской гидроэлектростанции                        | 1 июля 2009                         | 2009                                |
|                                                 |                                     | 100                                 | 132×63                              | синий                               | народный акын Кыргызстана Токтогул Сатылганов (1864—1933)                                                | плотина Токтогульской гидроэлектростанции                        | 1 марта 2017                        | 2016                                |
|                                                 |                                     | 200                                 | 138×66                              | жёлтый                              | поэт и драматург Алыкул Осмонов (1915—1950)                                                              | озеро Иссык-Куль, фрагмент поэмы Осмонова «Женишбек»             | 1 декабря 2010                      | 2010                                |
|                                                 |                                     | 200                                 | 138×66                              | жёлтый                              | поэт и драматург Алыкул Осмонов (1915—1950)                                                              | озеро Иссык-Куль, фрагмент поэмы Осмонова «Женишбек»             | 1 января 2017                       | 2016                                |
|                                                 |                                     | 500                                 | 144×68                              | фиолетовый                          | поэт и манасчи Саякбай Каралаев (1894—1971)                                                              | мавзолей Манаса                                                  | 1 декабря 2010                      | 2010                                |
|                                                 |                                     | 500                                 | 144×68                              | фиолетовый                          | поэт и манасчи Саякбай Каралаев (1894—1971)                                                              | мавзолей Манаса                                                  | 1 января 2017                       | 2016                                |
|                                                 |                                     | 1000                                | 150×71                              | серый                               | писатель Юсуф Баласагуни (XI век)                                                                        | мечеть Тахты Сулайман на фоне горы Сулайман-Тоо                  | 1 декабря 2010                      | 2010                                |
|                                                 |                                     | 1000                                | 150×71                              | серый                               | писатель Юсуф Баласагуни (XI век)                                                                        | мечеть Тахты Сулайман на фоне горы Сулайман-Тоо                  | 1 января 2017                       | 2016                                |
|                                                 |                                     | 5000                                | 156×73                              | зелёный                             | киргизский советский актёр Суйменкул Чокморов (1939—1992)                                                | кинотеатр «Ала-Тоо» (Бишкек), Киргизский хребет                  | 2 марта 2009                        | 2009                                |
|                                                 |                                     | 5000                                | 156×73                              | зелёный                             | киргизский советский актёр Суйменкул Чокморов (1939—1992)                                                | кинотеатр «Ала-Тоо» (Бишкек), Киргизский хребет                  | 1 декабря 2018                      | 2016                                |
| Масштаб изображений — 1,0 пикселя на миллиметр. |                                     |                                     |                                     |                                     | |                                                                  |                                     |                                     |

### Банкноты образца 2023 года
Новая V серия банкнот посвящена 30-летию со дня введения национальной валюты Кыргызской Республики и отражает эволюцию национальной валюты с начала её введения в обращение в 1993 году до настоящего времени. У банкнот V серии изменён дизайн и улучшена защита от подделок.
| Банкноты банка Кыргызстана V серии              | Банкноты банка Кыргызстана V серии | Банкноты банка Кыргызстана V серии | Банкноты банка Кыргызстана V серии | Банкноты банка Кыргызстана V серии | Банкноты банка Кыргызстана V серии                          | Банкноты банка Кыргызстана V серии                               | Банкноты банка Кыргызстана V серии | Банкноты банка Кыргызстана V серии |
| Изображение                                     | Изображение                        | Номинал (сомов)                    | Размеры (мм)                       | Основные цвета                     | Описание                                                    | Описание                                                         | Даты                               | Даты                               |
| Лицевая сторона                                 | Оборотная сторона                  | Номинал (сомов)                    | Размеры (мм)                       | Основные цвета                     | Лицевая сторона                                             | Оборотная сторона                                                | введения                           | печати                             |
| ----------------------------------------------- | ---------------------------------- | ---------------------------------- | ---------------------------------- | ---------------------------------- | ----------------------------------------------------------- | ---------------------------------------------------------------- | ---------------------------------- | ---------------------------------- |
|                                                 |                                    | 20                                 | 120×58                             | красный                            | комуз; поэт и акын Тоголок Молдо (1860—1942)                | горные хребты Кыргызстана, архитектурный памятник Таш-Рабат      | 14 февраля 2024                    | 2024                               |
|                                                 |                                    | 50                                 | 126×61                             | оранжевый                          | правительница алайских кыргызов Курманжан Датка (1811—1907) | Узгенский архитектурный комплекс (мечеть и мавзолей Караханидов) | 14 февраля 2024                    | 2024                               |
|                                                 |                                    | 100                                | 132×63                             | синий                              | народный акын Кыргызстана Токтогул Сатылганов (1864—1933)   | плотина Таш-Кумырской ГЭС                                        | 14 февраля 2024                    | 2024                               |
|                                                 |                                    | 200                                | 138×66                             | желтый                             | поэт и драматург Алыкул Осмонов (1915—1950)                 | озеро Иссык-Куль на фоне горных вершин                           | 10 мая 2023                        | 2023                               |
|                                                 |                                    | 500                                | 144×68                             | фиолетовый                         | поэт и манасчи Саякбай Каралаев (1894—1971)                 | мавзолей Манаса                                                  | 10 мая 2023                        | 2023                               |
|                                                 |                                    | 1000                               | 150×71                             | серый                              | писатель Юсуф Баласагуни (XI век)                           | мечеть Тахты Сулайман на фоне горы Сулайман-Тоо                  | 10 мая 2023                        | 2023                               |
|                                                 |                                    | 5000                               | 156х73                             | зеленый                            | киргизский советский актёр Суйменкул Чокморов (1939—1992)   | кинотеатр «Ала-Тоо» (Бишкек), Киргизский хребет                  | 10 мая 2024                        | 2023                               |
| Масштаб изображений — 1,0 пикселя на миллиметр. |                                    |                                    |                                    |                                    |                                                             |                                                                  |                                    |                                    |

### Памятные банкноты
20 октября 2014 года в обращение выпущены памятные банкноты: 100 сомов — к 150-летию Токтогула Сатылганова и 200 сомов — к 100-летию Алыкула Осмонова. Тираж каждой памятной банкноты — 3000 штук.
17 ноября 2017 года была выпущена памятная банкнота с новым номиналом 2000 сомов, посвящённая 25-летию независимости и 25-летию введения национальной валюты. Вертикальный дизайн этой банкноты резко отличается от однотипного дизайна остальных банкнот.
| Памятные банкноты банка Кыргызстана             | Памятные банкноты банка Кыргызстана | Памятные банкноты банка Кыргызстана | Памятные банкноты банка Кыргызстана | Памятные банкноты банка Кыргызстана | Памятные банкноты банка Кыргызстана                       | Памятные банкноты банка Кыргызстана                                  | Памятные банкноты банка Кыргызстана | Памятные банкноты банка Кыргызстана |
| Изображение                                     | Изображение                         | Номинал (сомов)                     | Размеры (мм)                        | Основные цвета                      | Описание                                                  | Описание                                                             | Даты                                | Даты                                |
| Лицевая сторона                                 | Оборотная сторона                   | Номинал (сомов)                     | Размеры (мм)                        | Основные цвета                      | Лицевая сторона                                           | Оборотная сторона                                                    | введения                            | печати                              |
| ----------------------------------------------- | ----------------------------------- | ----------------------------------- | ----------------------------------- | ----------------------------------- | --------------------------------------------------------- | -------------------------------------------------------------------- | ----------------------------------- | ----------------------------------- |
|                                                 |                                     | 100                                 | 132×63                              | синий                               | народный акын Кыргызстана Токтогул Сатылганов (1864—1933) | плотина Токтогульской гидроэлектростанции                            | 20 октября 2014                     | 2009                                |
|                                                 |                                     | 200                                 | 138×66                              | жёлтый                              | поэт и драматург Алыкул Осмонов (1915—1950)               | озеро Иссык-Куль, фрагмент поэмы Осмонова «Женишбек»                 | 20 октября 2014                     | 2010                                |
|                                                 |                                     | 2000                                | 156×73                              | голубой                             | памятник Манасу Великодушному в г. Бишкек, юрта           | древо жизни, пейзаж с беркутом на фоне Хан-Тенгри и озера Иссык-Куль | 17 ноября 2017                      | 2017                                |
| Масштаб изображений — 1,0 пикселя на миллиметр. |                                     |                                     |                                     |                                     |                                                           |                                                                      |                                     |                                     |

## Режим валютного курса
Официальный обменный курс определяется и объявляется Национальным банком Кыргызстана на базе рыночного спот-обменного и других рыночных курсов.